# Johann Houschka
Johann Houschka (tudi Houska oz. Houchka), avstrijski rokometaš, * 21. oktober 1914, † 27. maj 1983.
Leta 1936 je na poletnih olimpijskih igrah v Berlinu v sestavi avstrijske rokometne reprezentance osvojil srebrno olimpijsko medaljo.